# خیابان جامپ شماره ۲۲
خیابان جامپ شماره ۲۲ (انگلیسی: 22 Jump Street) فیلمی زوج هنری در سبک اکشن و کمدی به کارگردانی فیل لرد و کریستوفر میلر است که در سال ۲۰۱۴ منتشر شد. این فیلم پیرو فیلم خیابان جامپ شماره ۲۱ منتشر شده‌است.
بنا بر باکس آفیس موجو این فیلم چهاردهمین فیلم پرفروش در آمریکا در سال ۲۰۱۴ میلادی بود.

## بازیگران
- آمبر استیونز
- کارولین آرون
- چنینگ تیتوم
- آیس کیوب
- جونا هیل
- نیک آفرمن
- پیتر استرمر
- مارک اون جکسون